# 椿事件
椿事件（つばきじけん）は、1993年（平成5年）に発生した全国朝日放送（愛称および現社名：テレビ朝日）による放送法違反（政治的な偏向報道）が疑われた事件である。当時、テレビ朝日の取締役報道局長であった椿貞良の日本民間放送連盟（民放連）会合での発言に端を発したことからこの名で呼ばれる。

## 経緯
1993年6月の衆議院解散（嘘つき解散）後、7月18日に第40回衆議院議員総選挙が行われ、与党自由民主党が解散前の議席数を維持したものの過半数を割り、8月9日に非自民で構成される細川連立政権が誕生。自民党は結党以来初めて野党に転落した。
9月21日、日本民間放送連盟の第6回放送番組調査会の会合が開かれ、そのなかで椿は「『ニュースステーション』に圧力をかけ続けてきた自民党守旧派は許せない」と語り、選挙時の局の報道姿勢に関して、
- 「小沢一郎氏のけじめをことさらに追及する必要はない。今は自民党政権の存続を絶対に阻止して、なんでもよいから反自民の連立政権を成立させる手助けになるような報道をしようではないか」
- 「日本共産党に意見表明の機会を与えることは、かえってフェアネスではない」

との方針で局内をまとめた、という趣旨の発言を行なった。また会合メンバーのひとりはこの際に「梶山静六幹事長、佐藤孝行総務会長のツーショットを報道するだけで視聴者に悪代官の印象を与え、自民党のイメージダウンになった」、「羽田外相=誠実、細川首相=ノーブル、武村官房長官=ムーミンパパのキャラクター」（なので視聴者によい印象を与えられた）という趣旨を発言するのを聞いた、としている（肩書きはいずれも当時）。
総選挙後、細川内閣支持率の高さを見た加藤紘一が「ウッチャンナンチャンならぬ6チャン（TBS）10チャン（テレビ朝日）の影響だな」とコメントし、非自民政権成立に報道機関が大きな力を持っていたことを暗示している。
椿の発言は、またたくうちに自民党に流れ、翌22日には、ワープロ文字の概要メモが自民党郵政族の間に渡り、問題視するムードが高まっていった。これを知ったテレビ朝日側は調査を開始、2週間後の10月4日には、伊藤邦男社長が、先手を打って椿局長に厳重注意を言い渡した。だが、それで問題はおさまらなかった。10月10日に調査会は、月報№12で、椿発言の概要についてトーンを抑えて掲載したものの、13日になって産経新聞が朝刊一面、準トップの扱いで「総選挙で非自民政権誕生を意図して報道、テレビ朝日局長発言」と報じたため、各界に大きな波紋を広げる。これを受けて、郵政省放送行政局長の江川晃正が緊急記者会見で、放送法に違反する事実があれば電波法第76条にもとづく無線局運用停止もありうることを示唆、自民党・共産党は徹底追及の姿勢を明確にする。直後に椿貞良は取締役と報道局長を解任されている。10月25日、衆議院が椿を証人喚問。そのなかで椿は民放連会合での軽率な発言を陳謝したが、社内への報道内容の具体的な指示については一貫して否定。あくまで偏向報道は行なっていないとしている。
翌1994年8月29日、テレビ朝日は内部調査の結果を郵政省に報告した。このなかでテレビ朝日は、特定の政党を支援する報道を行うための具体的な指示は出ていない旨を改めて強調。この報告を受け郵政省はテレビ朝日に対する免許取消し等の措置は見送り、「役職員の人事管理等を含む経営管理の面で問題があった」として厳重注意する旨の行政指導を行うにとどめた。9月4日、テレビ朝日は一連の事件を整理した特別番組を放送した。
1998年、郵政省はテレビ朝日への再免許の際に、一連の事件を受けて、政治的公平性に細心の注意を払うよう条件を付した。

## 事件後の経過
この事件ののち、自民党内で放送番組への規制強化の声が高まり、また郵政省でも問題のある放送番組の是正のあり方を議論するために多チャンネル時代における視聴者と放送に関する懇談会が開催された。この最終報告書を受け、NHKと日本民間放送連盟は共同で放送倫理・番組向上機構を設立した。
また自民党とテレビ朝日の対立はこの事件後も長期的に継続した。第43回衆議院議員総選挙を控えた2003年11月の『ニュースステーション』において、「民主党の菅直人の政権構想を過度に好意的に報道した」として自民党の安倍晋三幹事長が抗議するとともに所属議員のテレビ朝日への出演一斉拒否を決めたり、2004年7月の第20回参議院議員通常選挙の際の選挙報道に対しても自民党がテレビ朝日に文書で抗議したりするなど、政治的公平性をめぐって両者の対立はしばしば再燃している。なお下野直後の自民党議員は、省庁からの説明も極端に減り、暇を持て余していたことを小栗泉が回想している。自民党議員の部屋を訪ねると、テレビへの批判ともぼやきともつかない話を延々と聞かされたとのこと。同様の話は林信吾・葛岡智恭の共著書にもあり、これは自民党議員にとって大きなトラウマになっていると記されている。
椿は1982年に業界雑誌において「これまで報道が公平公正だと思ったことは一度もない」「東大安田講堂事件の時は学生たちに共感していた」と発言していたことが友人だった渡邉恒雄により指摘されており、渡邉は椿を偏向報道の確信犯と批判し、「日本のテレビ史に汚点を残した」と評している。
原寿雄は新聞によるこの事件の報道の根底に、急速に社会的ステータスを高めた後輩のテレビに対する新聞界のジェラシーの空気を感じる、その後の奥ヒマラヤ禁断の王国・ムスタンやらせ問題（1993年）やTBSビデオ問題によるバッシング（1996年）にもその屈折の情念がにじみ出ているように思うと指摘している。
碓井広義も、この事件について以下のように記している。
放送法によって公正中立の態度を求められる報道機関が、偏向した内容の放送を行い、結果的に世論を誘導する危険性については何の言及もしていない。
本多勝一もこの事件について以下のように述べている。
谷沢永一もこの事件後しばらくの間、テレビの出演者がひところに比べておとなしくなったのは事実であると自著で記している。
のちに2006年4月民主党代表選挙で勝利し、代表に就任した小沢一郎は就任直後の記者会見で「郵政総選挙のメディアは問題が多かった。私が国家公安委員長だったら、取り締まっていた」と述べている。
産経新聞の日本新聞協会賞受賞を巡って
産経新聞の報道は、のちに発表されたテープ速記録と照合すると、必ずしも正確ではなく、センセーショナルな伝え方をしており、テレビ朝日の伊藤社長は、当初、「抗議したい」と述べたほどだった。だが、いったん椿発言がマスコミに表面化すると、事態はあれよあれよというまに急展開を遂げていった。
日本新聞協会は、94年の日本新聞協会賞（編集部門）に産経の「椿発言報道」を選んだのだが、これはひと悶着を起こす結果となった。産経の協会賞内定を知った新聞労連、民放労連、出版労連などの「日本マスコミ文化情報労組会議」の8団体は、「内容が不正確なうえ、言論・報道の自由に対する公権力介入のきっかけを作った産経報道に協会賞を与えるのは疑問だ」と、異例の声明を発表した。また椿が発言を行った民放連放送番組調査会の清水英夫会長（青山学院大学名誉教授）らのほか、新聞協会内部の西日本新聞、信濃毎日新聞らも反対の意向を表明したため、最終決定までに前代未聞の内輪もめが起こり、授賞理由に弁明をつけるという結果となった。

## 非自民連立政権の実現可能性
椿の意図は上記にもあるように「何でもよいから共産党を排除した反自民の連立政権を成立させる」ことにあったが、当時の政局は必ずしも反自民の連立政権が成立すると言い切れる状況ではなかった。
なぜなら、総選挙の結果判明直後から小沢が掲げた「細川護煕擁立論」が明るみに出るまで、日本新党の去就が定かではなかったからである。総選挙で35議席を獲得した日本新党は、いわばキャスティング・ボートとしての存在でしかなかった。自民党の出方次第、また小沢の連立政権構想のなかに細川がいなければ自民党と日本新党の連立政権が樹立する可能性もあった。実際、過去には1983年に自民党が過半数ギリギリになった際、新自由クラブとの連立政権が誕生した例があった。